# Clipper芯片
Clipper芯片（英語：Clipper chip）是由美國國家安全局（NSA）開發和推廣的芯片組，它是一種加密設備，可以保護「語音和數據消息」，並存在內置後門。它可以被電信公司採用來進行語音傳輸，對消息進行加密和解密。這是克林頓政府計劃的一部分，旨在「允許聯邦，州和地方執法人員對截獲的語音和數據傳輸進行解碼。」「每個Clipper芯片都有一個唯一的序列號和一個秘密的『單位密鑰』，在製造時會編程到芯片中」，這將使每個設備獨一無二。
它於1993年發布，到1996年時已經不再生產。

## 密鑰託管
Clipper芯片使用了一種稱為Skipjac的數據加密算法來傳輸信息，並使用迪菲-赫爾曼密鑰交換算法在對等方之間分配密鑰。 Skipjack是NSA開發的，該算法最初被歸類為機密（SECRET），這使它無法受到密碼學研究社區的同行審查。政府確實聲明使用80位密鑰，該算法是對稱加密，並且與DES算法相似。Skipjack算法於1998年6月24日由NSA解密並公布。據說該芯片的初始成本為16美元（未經編程）或26美元（編程），其邏輯由Mykotronx設計，製造商為VLSI Technology,Inc。
這個概念的核心是密鑰託管 。在工廠中，任何具有Clipper芯片的新電話或其他設備都將獲得一個加密密鑰 ，然後將其提供給託管機構 。如果政府機構「建立了權限」來收聽通信，則將密鑰提供給那些政府機構，然後後者可以解密通過特定電話傳輸的所有數據。當時剛成立的電子前沿基金會更喜歡「密鑰投敵（key surrender）」一詞，以強調他們所謂的真實發生的事情。

## 柯林頓政府
克林頓政府認為，Clipper芯片對於執法人員跟上美國不斷發展的技術至關重要。儘管許多人認為該設備將成為恐怖分子獲得信息的另一種方式，但克林頓政府表示，這實際上將增強國家安全。他們爭辯說，因為「恐怖分子將不得不使用它與銀行，供應商和聯繫人之類的局外人進行溝通對話，而政府可以監聽到這些對話」。

## 抵制

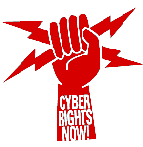
《連線》雜誌抵制Clipper芯片的「Cyber Rights NOW」圖標

電子隱私信息中心和電子前哨基金會等組織對Clipper芯片提案提出了質疑，稱這不僅會使公民安全受到更多威脅，甚至有可能會受到非法的政府監視。而且由於Clipper芯片設計屬於機密，加密強度因此無法受到外界的檢驗，個人和企業可能會受到不安全的通信系統的困擾。 此外，有人指出，雖然美國公司可能被迫在其加密產品中使用Clipper芯片，但外國公司卻不能，並且具有高強度數據加密功能的手機可能會在國外製造並遍及世界各地，再入口到美國，否定整個提案的重點，當然也會在這個過程中嚴重損害美國製造商的利益。當時的參議員約翰·阿什克羅夫特和約翰·凱瑞反對Clipper芯片提案，主張個人享有對消息加密和出口加密軟件的權利。
受到政府試圖推動Clipper芯片的影響，幾種強大的加密軟件包被開發與發布，例如Nautilus、PGP以及PGPfone。其背後的想法是：如果可以在互聯網上可以免費使用高強度的加密技術作為替代方案，那麼政府將無法阻止其使用。

## 技術漏洞

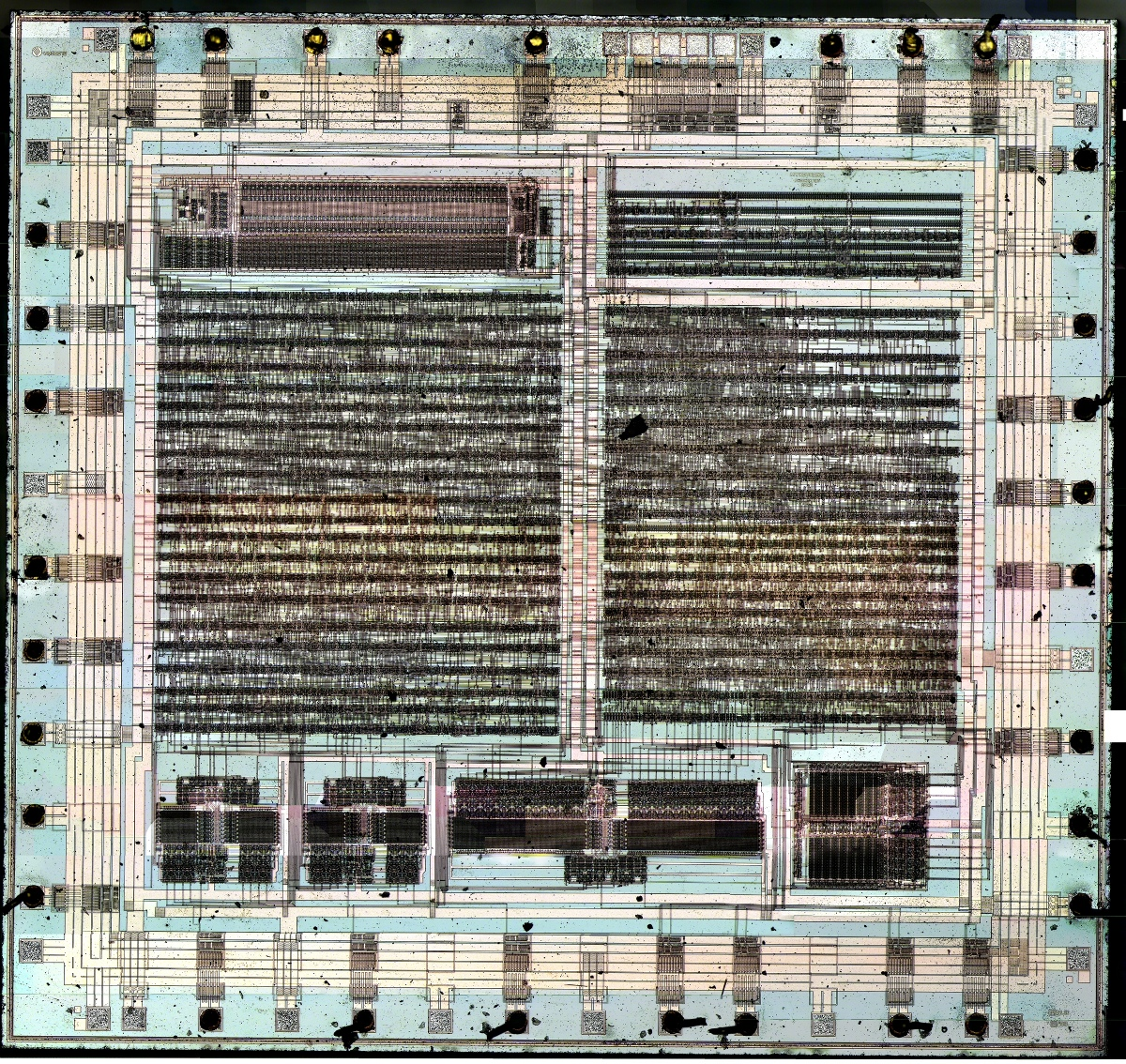
MYK-78

1994年，Matt Blaze發表了論文「託管加密標準中的協議失敗」（Protocol Failure in the Escrowed Encryption Standard）。指出，Clipper的託管系統存在嚴重漏洞：芯片傳輸了一個128位的「法律強制訪問字段」（Law Enforcement Access Field），其中包含恢復加密密鑰所需的信息。為了防止發送消息的軟件篡改LEAF，其中包含16位雜湊 。Clipper芯片不會解碼帶有無效雜湊值的消息。但是，16位雜湊值太短，無法提供有意義的安全性。蠻力攻擊將迅速產生另一個LEAF值，該值將給出相同的雜湊值，但是不會託管正確的密鑰。這將允許Clipper芯片用作加密設備，同時禁用密鑰託管功能:63。1995年，Yair Frankel和Moti Yung發表了另一項設計固有的攻擊，該攻擊表明一個設備的關鍵託管設備跟踪和身份驗證功能（即LEAF）可以附加到來自另一台設備的訊息中，並且仍會被接收，從而實時繞過託管。1997年，一組領先的密碼學家發表了論文“密鑰恢復，密鑰託管和可信第三方加密的風險”，分析了實施密鑰託管系統的總體體系漏洞，包括但不限於Clipper芯片Skipjack協議。本文描述的技術缺陷對Clipper芯片作為公共政策選擇的消亡起到了重要作用。 儘管計算機科學界的許多領先聲音總體上都對Clipper芯片和密鑰恢復表示反對，但也有人支持該概念，包括Dorothy E. Denning 。

## 市場反應
消費者或製造商對Clipper芯片不感興趣，到1996年，該芯片本身就不再有應用。帶有該芯片的手機的唯一的重要購買者是美國司法部。美國政府繼續通過向製造商提供激勵措施來敦促密鑰託管 ，如果欲出口的加密軟件中包含密鑰託管，則允許更加寬鬆的出口管制。 這些嘗試很大程度上是由於不受美國政府控制的強大加密技術（例如PGP）的廣泛使用而引起的。
但是，高度加密的語音通道仍然不是當前手機通信的主要模式。存在安全的手機設備和智能手機應用程序，但是可能需要專用的硬件，並且通常要求連接的兩端都使用相同的加密機制。此類應用通常通過安全的互聯網路徑（例如ZRTP）進行通信，而不是通過電話語音數據網絡進行通信。

## 以後相關的辯論
2013年史諾登洩密案後，蘋果和谷歌宣布，他們將使用加密功能鎖定存儲在智能手機上的所有數據，以使蘋果和谷歌本身即使無法下達授權書也無法破壞加密功能。這引起了當局的強烈反應，包括芝加哥警察局偵探長指出「蘋果的iPhone將成為戀童癖者的首選手機」。《華盛頓郵報》發表社論認為，「智慧型手機用戶必須接受：只要搜索令有效，用戶就不可以凌駕於法律之上」，並且在同意後門受到普遍的不歡迎之後，建議利用一個「金鑰匙（golden key）」形式的後門，來讓警察憑手令解鎖數據。撰寫1997年論文「密鑰恢復，密鑰託管和受信任的第三方加密的風險」的研究人員與麻省理工學院的其他研究人員合作寫了一篇後續文章，以應對這種情況的復興。研究人員辯稱與二十年前相比，現在授權政府取得私人對話將是一個更嚴重的問題。

## 另請參見
- Bullrun (NSA計畫)
- 安全加密協處理器
- 可信平台模块

## 外部連結

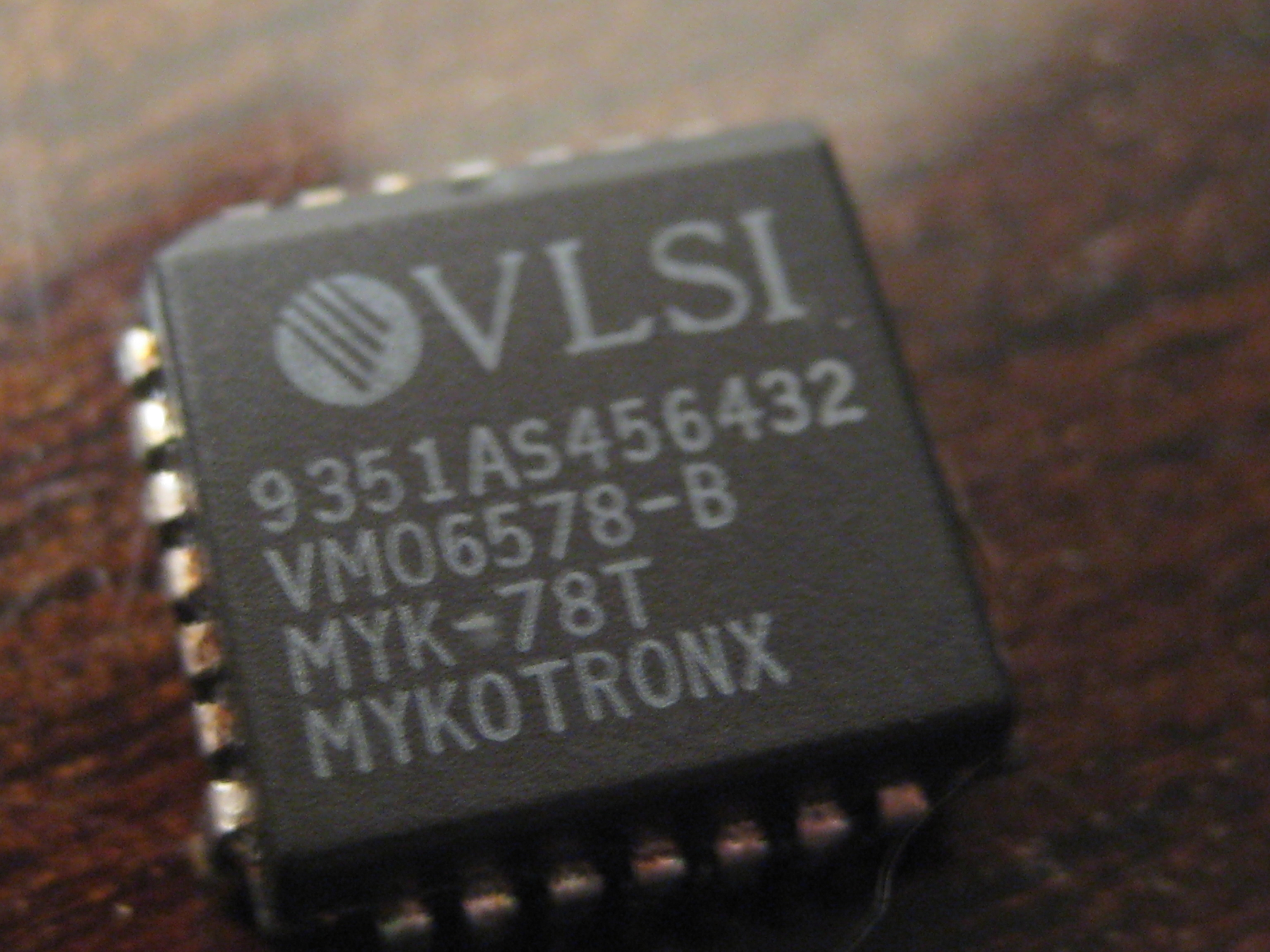
MYK-78 "Clipper芯片"

- Clipper chip Q&A（页面存档备份，存于）
- Clipper chip White House Statement（页面存档备份，存于）
- The Evolution of US Government Restrictions on Using and Exporting Encryption Technologies (U)（页面存档备份，存于）
- Oral history interview with Martin Hellman